# St. Laurentius (Haag an der Amper)
Koordinaten: 48° 27′ 31,4″ N, 11° 49′ 50,3″ O

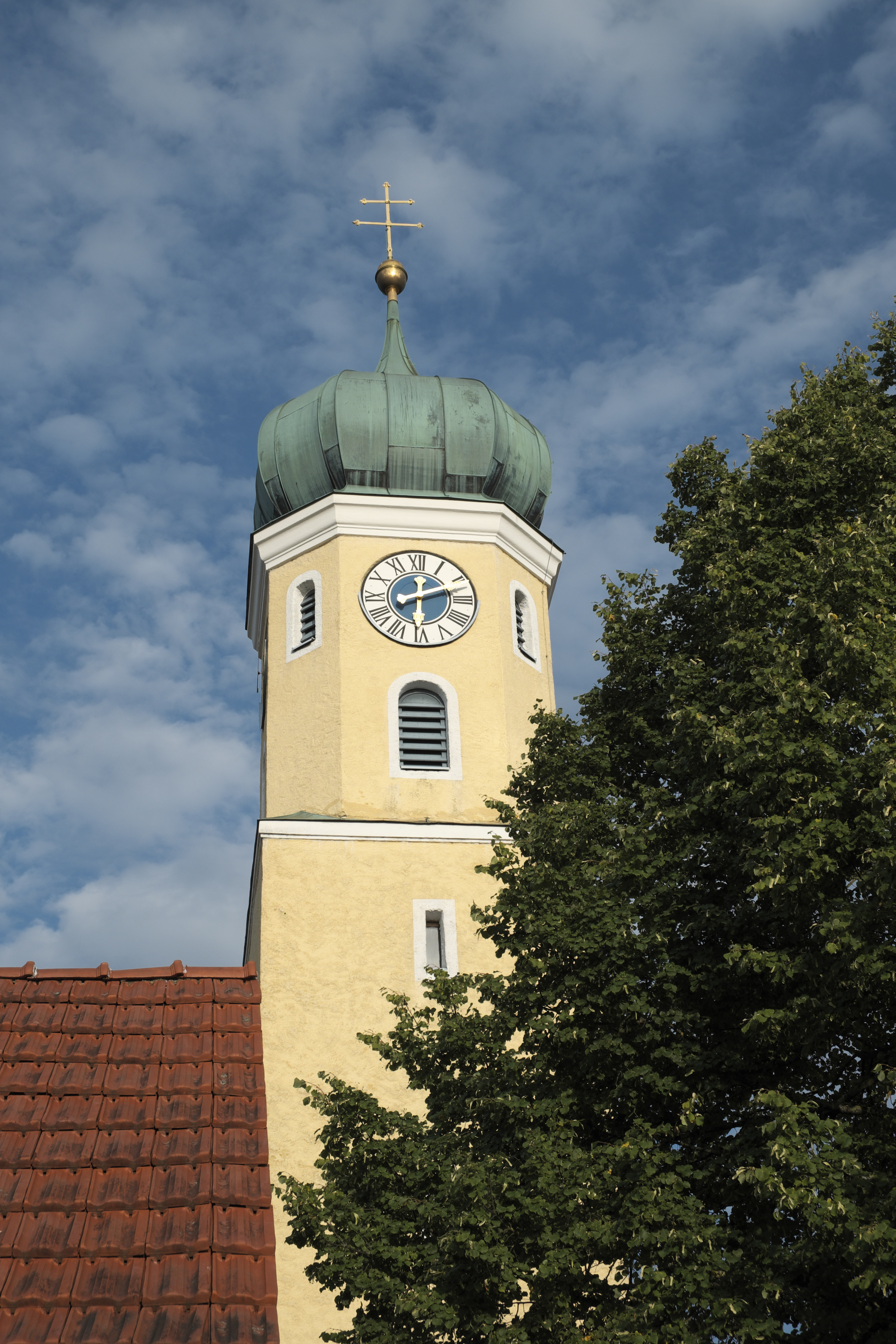
Zwiebelturm

Die katholische Pfarrkirche St. Laurentius in Haag an der Amper, einer Gemeinde im oberbayerischen Landkreis Freising, ist ein Kirchenbau des 15. Jahrhunderts, der im Barock umgestaltet wurde und einen Westturm mit Zwiebelhaube im Stil des Spätrokoko besitzt. Der etwas höher gelegene Friedhof und die Pfarrkirche werden von Osten her erschlossen durch einen zweiläufigen barocken Treppenaufgang von 1762, der durch zwei barocke Bruderschaftshäuschen eingerahmt wird. Dieses barocke Ensemble an der Pfarrer-Weingand-Straße ist ein geschütztes Baudenkmal.

## Geschichte
Urkundlich erstmals erwähnt wurde Haag an der Amper Anfang des 9. Jahrhunderts. Seelsorglich gehörte der Ort zur Pfarrei Zolling. Vermutlich gab es in Haag bereits damals eine Kirche. Bekannt ist aber nur eine gotische Vorgängerkirche des heutigen barocken Saalbaus. Lediglich der Chor stammt noch aus dem 15. Jahrhundert. Die alte Kirche hatte den Dreißigjährigen Krieg mehr oder minder unbeschadet überstanden, nach einem Brand im Jahre 1690 musste sie neu errichtet werden.
Die Grafen von Lodron hatten die Kirche als ihre Grablege gewählt und sorgten für deren Wiederaufbau. Sie statteten die Kirche im Inneren prachtvoll im Stil des Barock und des Rokoko aus.
In den 1920er Jahren wurde St. Laurentius nach Westen erweitert. Dabei entstand der Raumteil mit der Orgelempore und den Stufen, die in das Kirchenschiff hinabführen. Eine gotische Kapelle, der Zugang zur Grafengruft, musste dabei dem Neubau des Turmes weichen. Der Turm erhielt damals die Zwiebelhaube, die er heute noch trägt.
Von 1902 bis 1988 war Haag eigenständige Pfarrei. Heute gehört sie zum Pfarrverband Zolling.

## Architektur

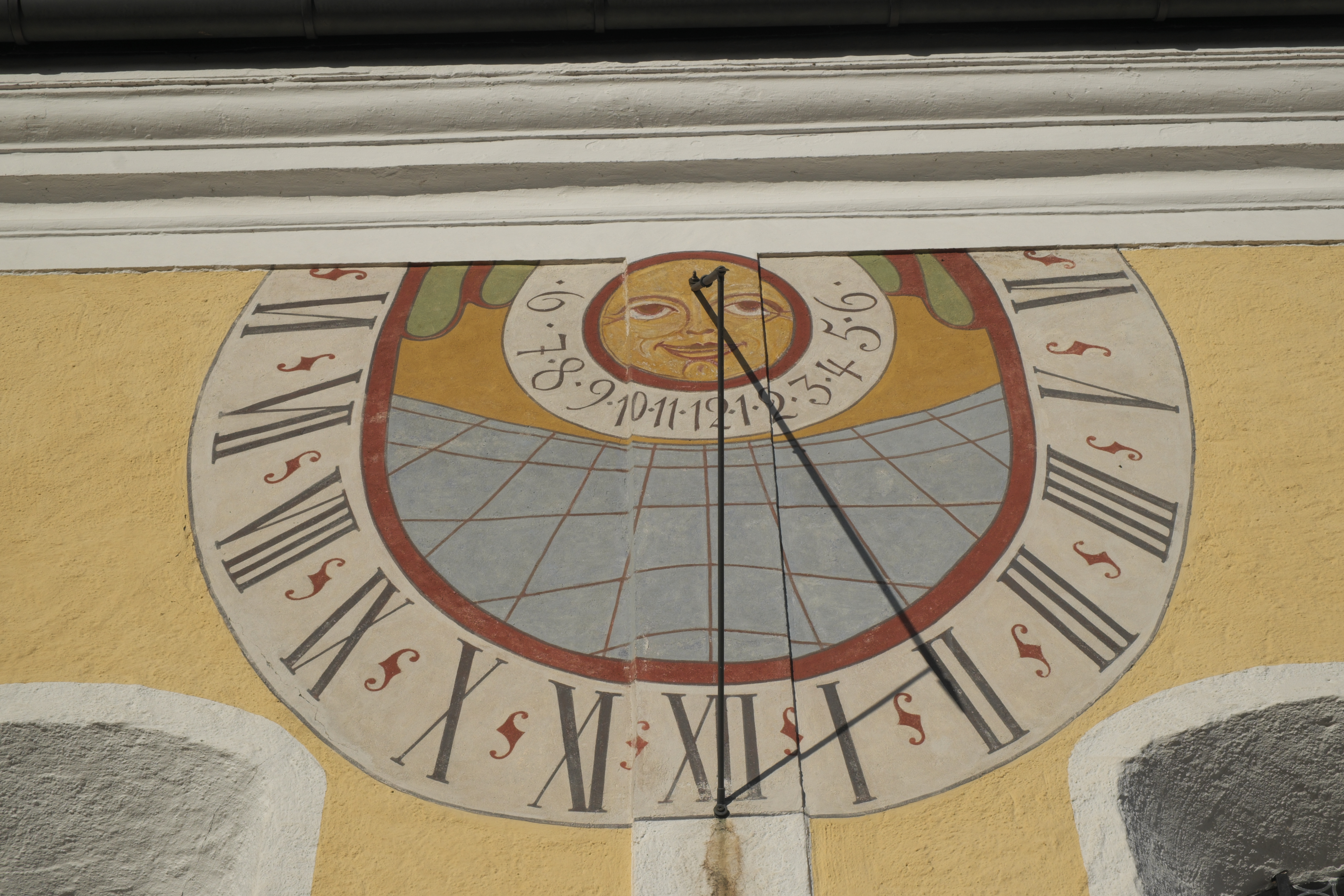
Sonnenuhr

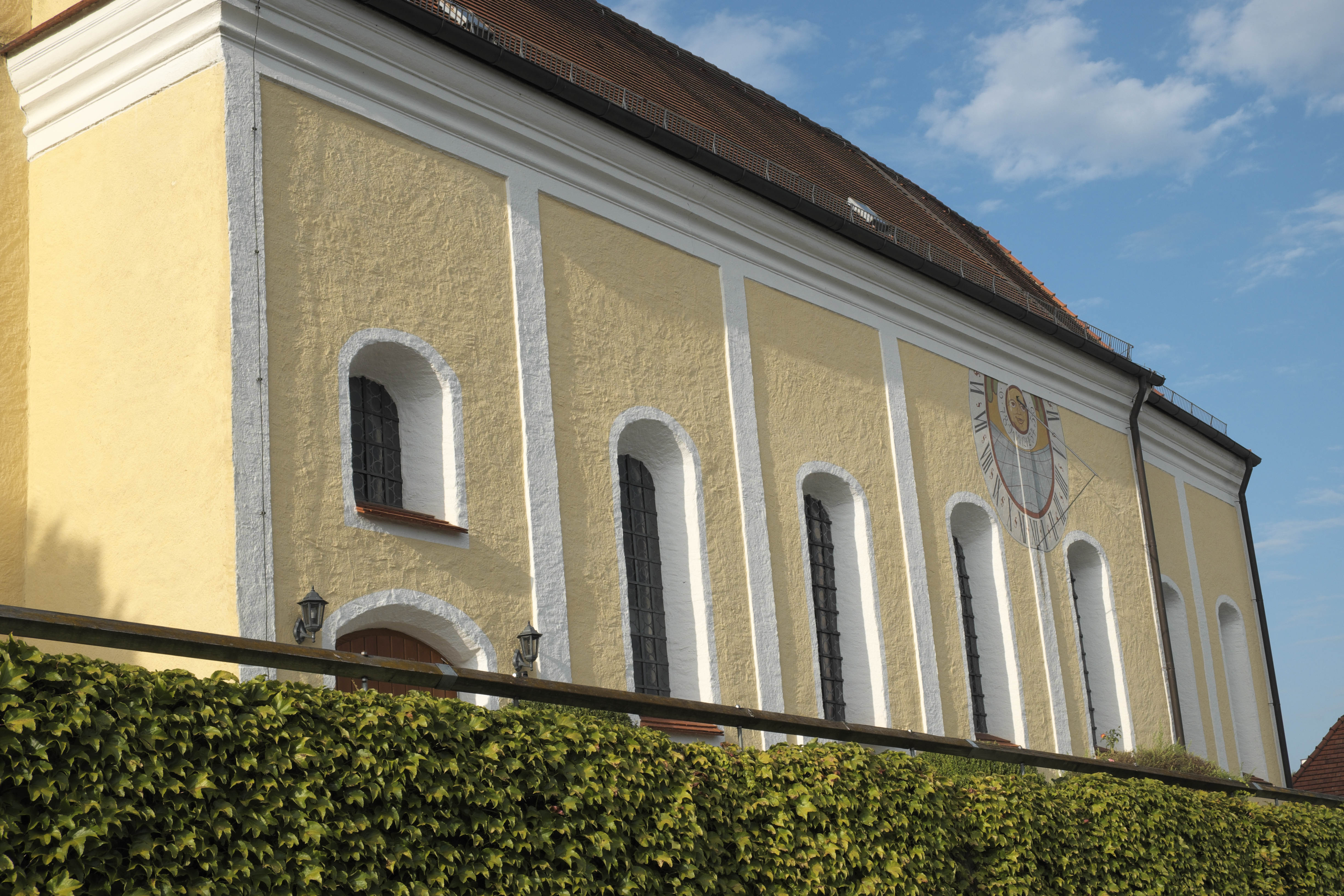
Südseite des Langhauses

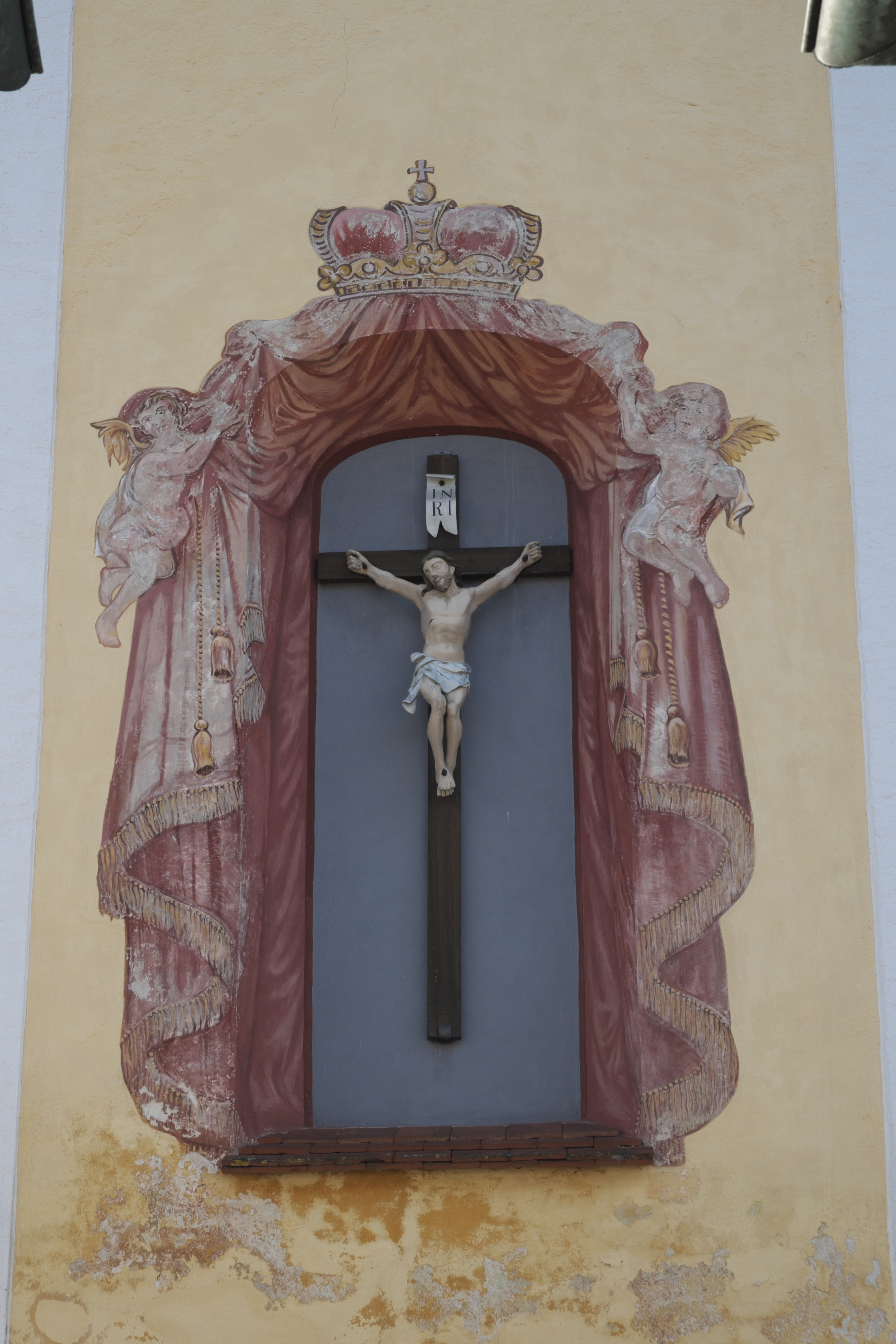
Kruzifix an der Außenwand des Chors

Wie vielen Kirchen, die im Barock umgestaltet wurden, sieht man dem Bauwerk noch die gotische Vergangenheit an. Das eingezogene Chorteil ist spätmittelalterlich, besitzt aber keine Fenster aus dieser Zeit mehr.

### Außenbau
Es ist ein äußerlich schlichter Kirchenbau, der nach einem Brand 1779 neu gestaltet und 1923/24 nach Westen verlängert wurde. Der Turm entstand – nach mehreren Vorgängerbauten – auch um 1779, mit einem achteckigen Oberbau und Zwiebelhaube. Er wurde nach der Verlängerung des Kirchenschiffs im Rokokostil neu errichtet.
Der Ostchor ist etwas eingezogen. Im Norden ist die zweistöckige Sakristei von 1764 angefügt. Der schlichte Eingang befindet sich an der Südwestecke der Kirche.

### Innenraum
Der Innenraum ist ein geräumiges Langhaus mit Stichkappentonne über Wandpfeilern. Der Stuck wurde von Franz Xaver Feichtmayr dem Jüngeren 1764/65 ausgeführt und 1779 eigenhändig überarbeitet. Er besteht überwiegend aus grazilen Rocailleformen, am Chorbogen sind Kartuschen mit den Wappen Lodron, Fraunhofen und Lerchenfeld-Brennberg. Von besonderer Raffinesse sind die wehenden Stuckvorhänge vor den nördlichen Blindfenstern.

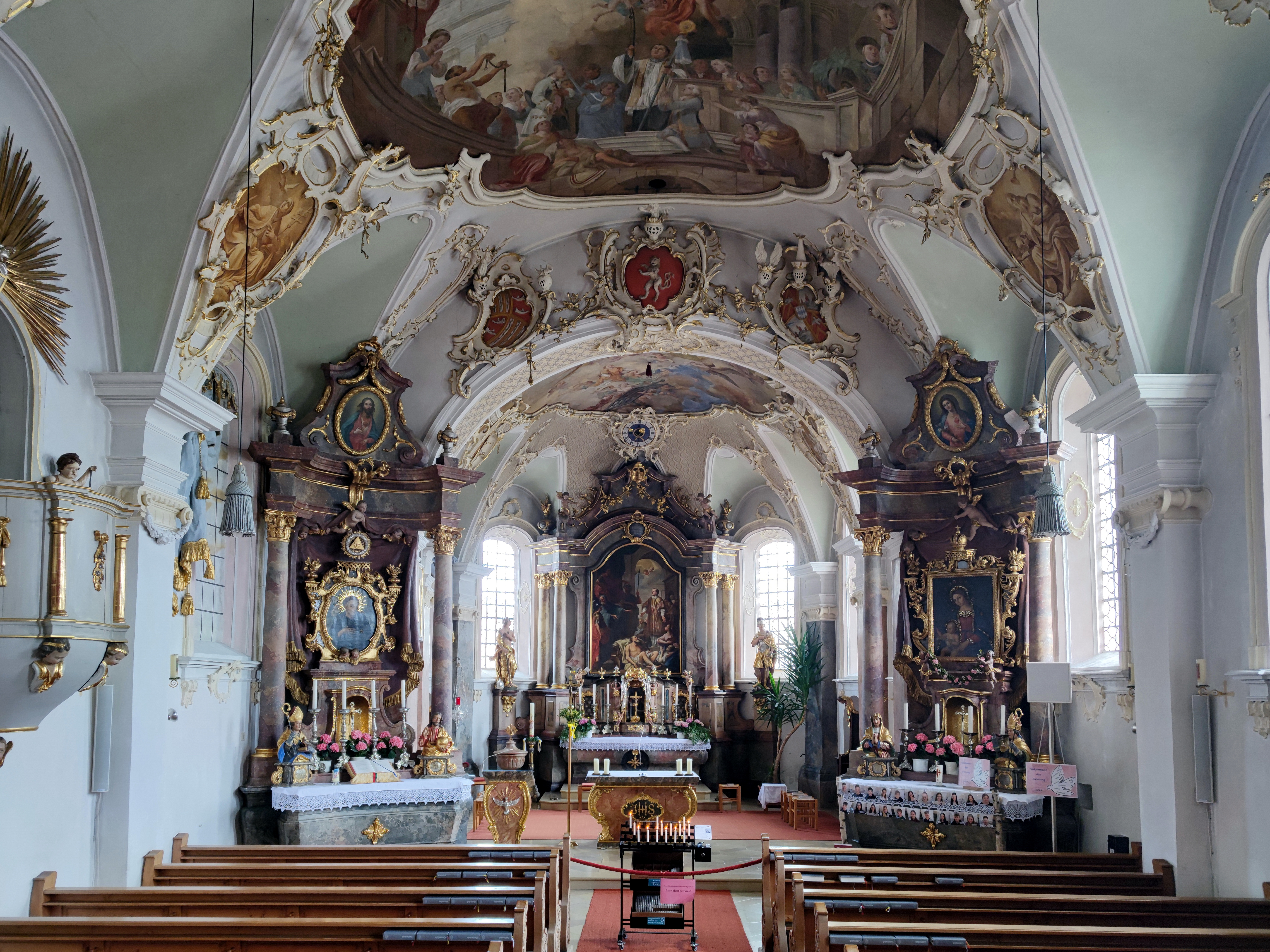
Innenraum
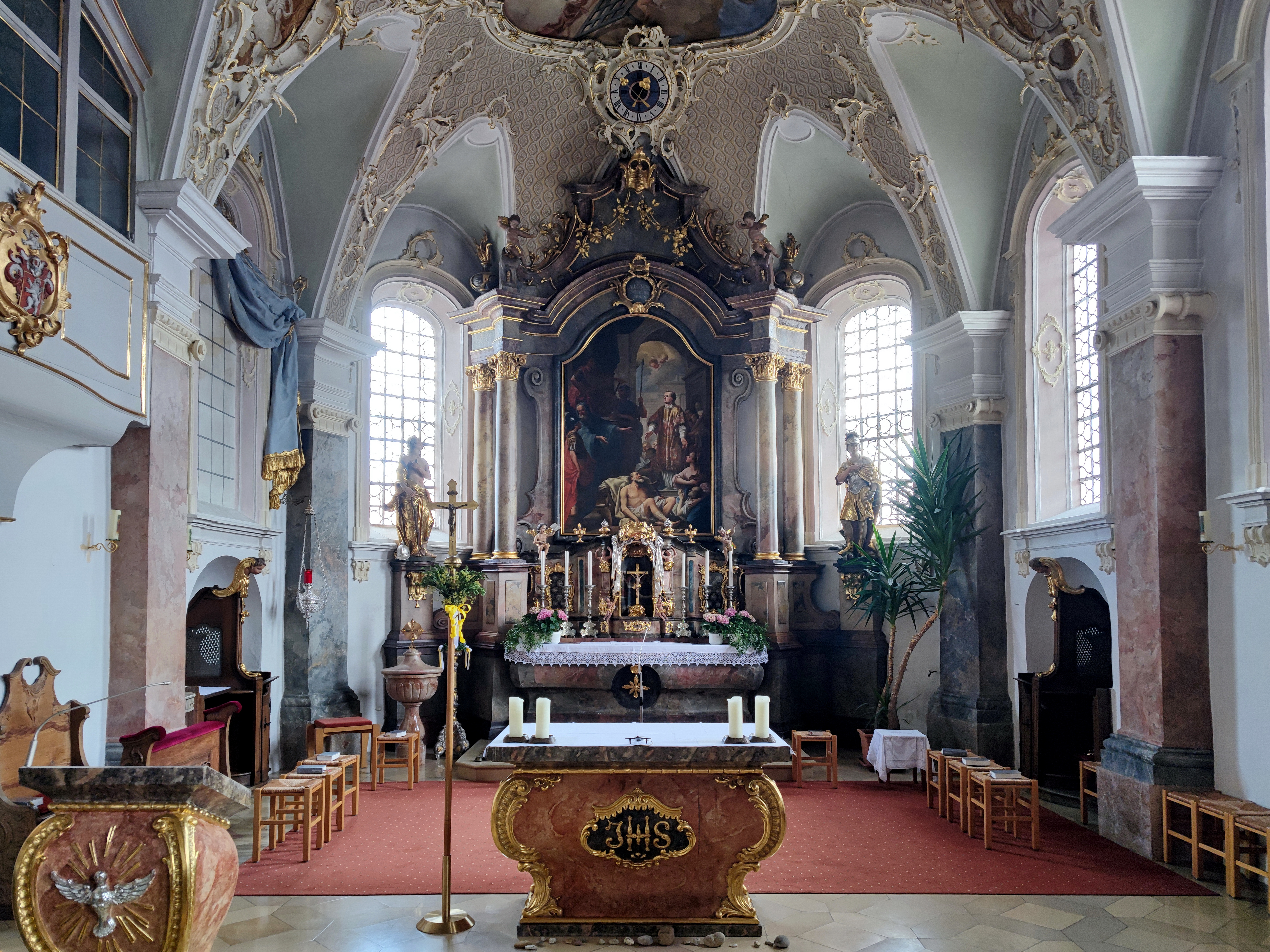
Chor mit Hochaltar
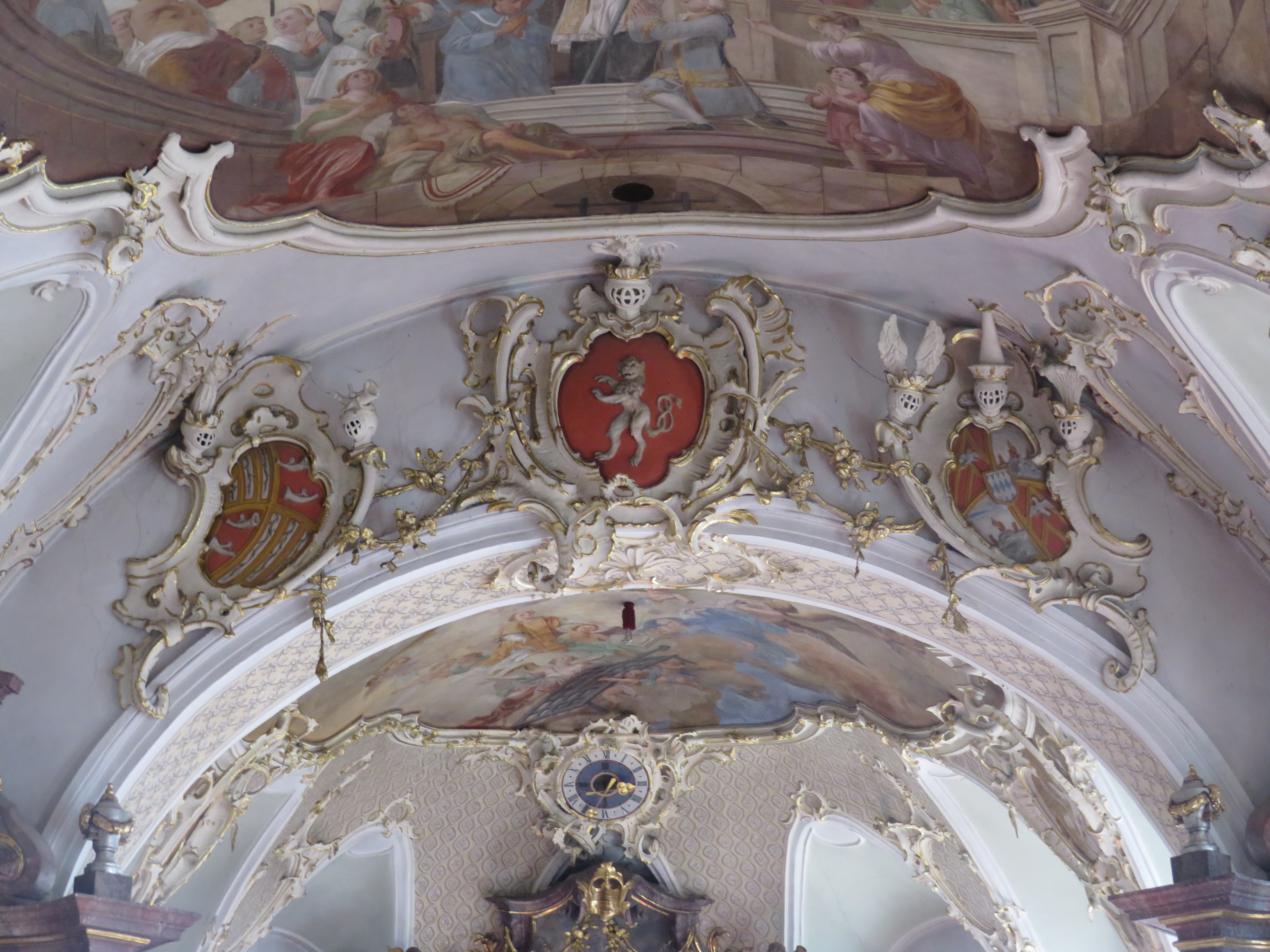
Wappen am Chorbogen
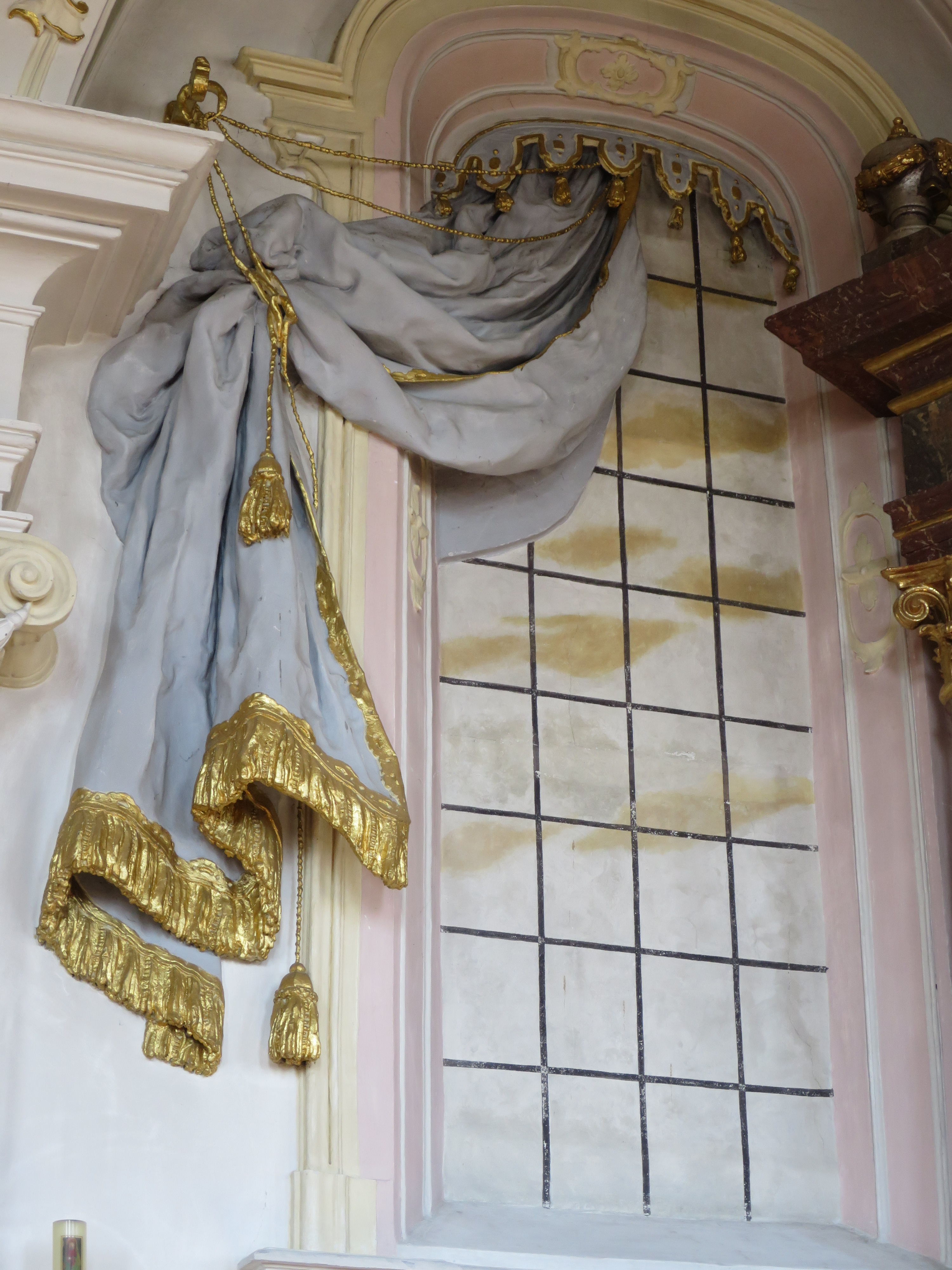
Stuckvorhang
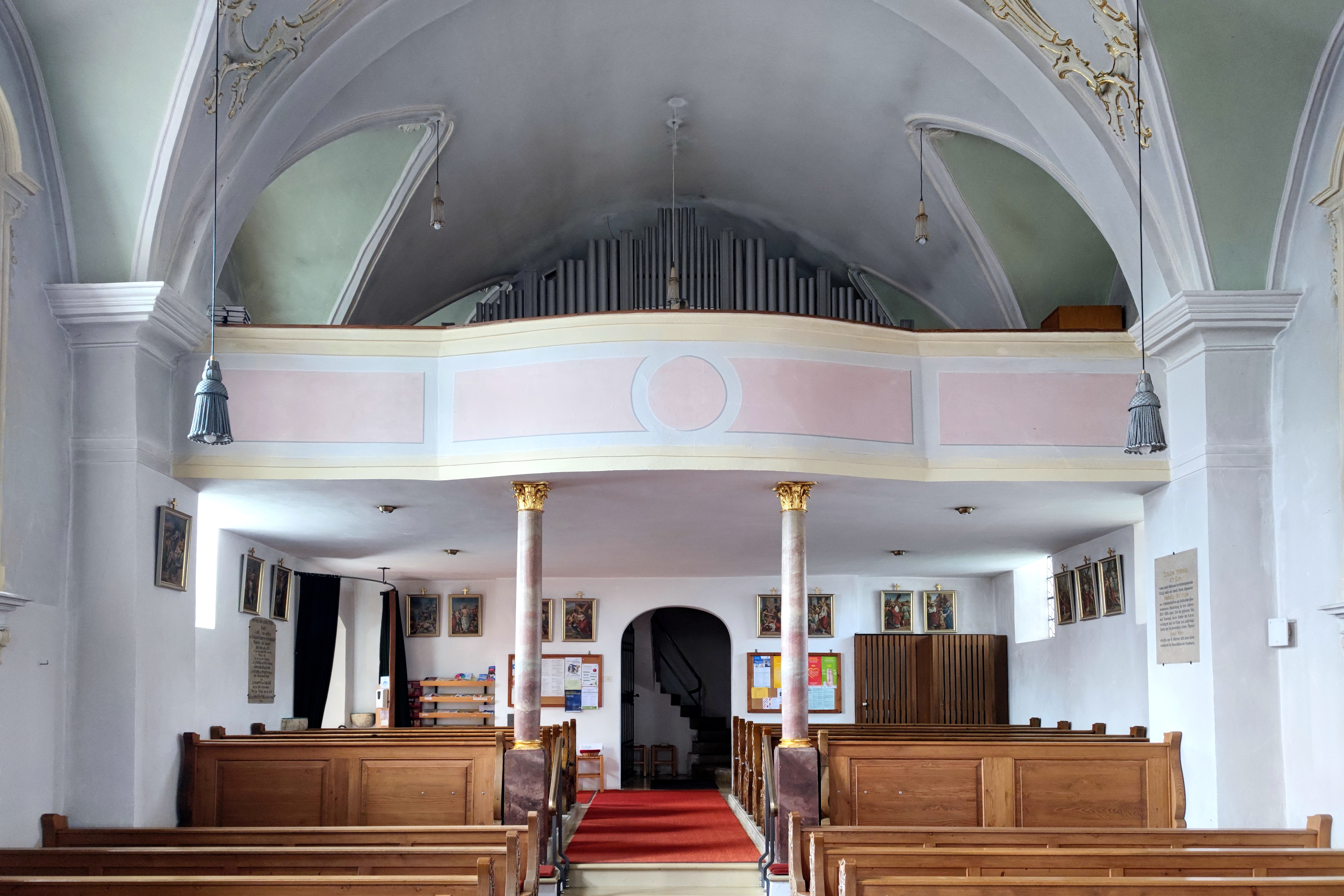
Empore

## Deckengemälde
Das Deckenfresko über dem Langhaus, ebenfalls von Christian Wink, passt zum Altargemälde. Hier sieht man den Grafen Hieronymus kniend im Gebet, wie Laurentius umgeben von den Kranken und Armen seiner Zeit. Die Grafen von Lodron hatten die „Maria Trost und Gürtelbruderschaft der hl. Monika“, so der offizielle Titel, aus ihrem Stammland Italien mitgebracht und in Haag zur Blüte geführt. Aufgabe der Bruderschaft war die tätige Nächstenliebe und das Gebet für das Seelenheil der Lebenden und Verstorbenen. In der Mitte des Deckenbildes thront die Gottesmutter. Sie gibt ihren Gürtel weiter, bis er vom Präses der Bruderschaft, dem damaligen Pfarrer von Zolling, entgegengenommen wird.

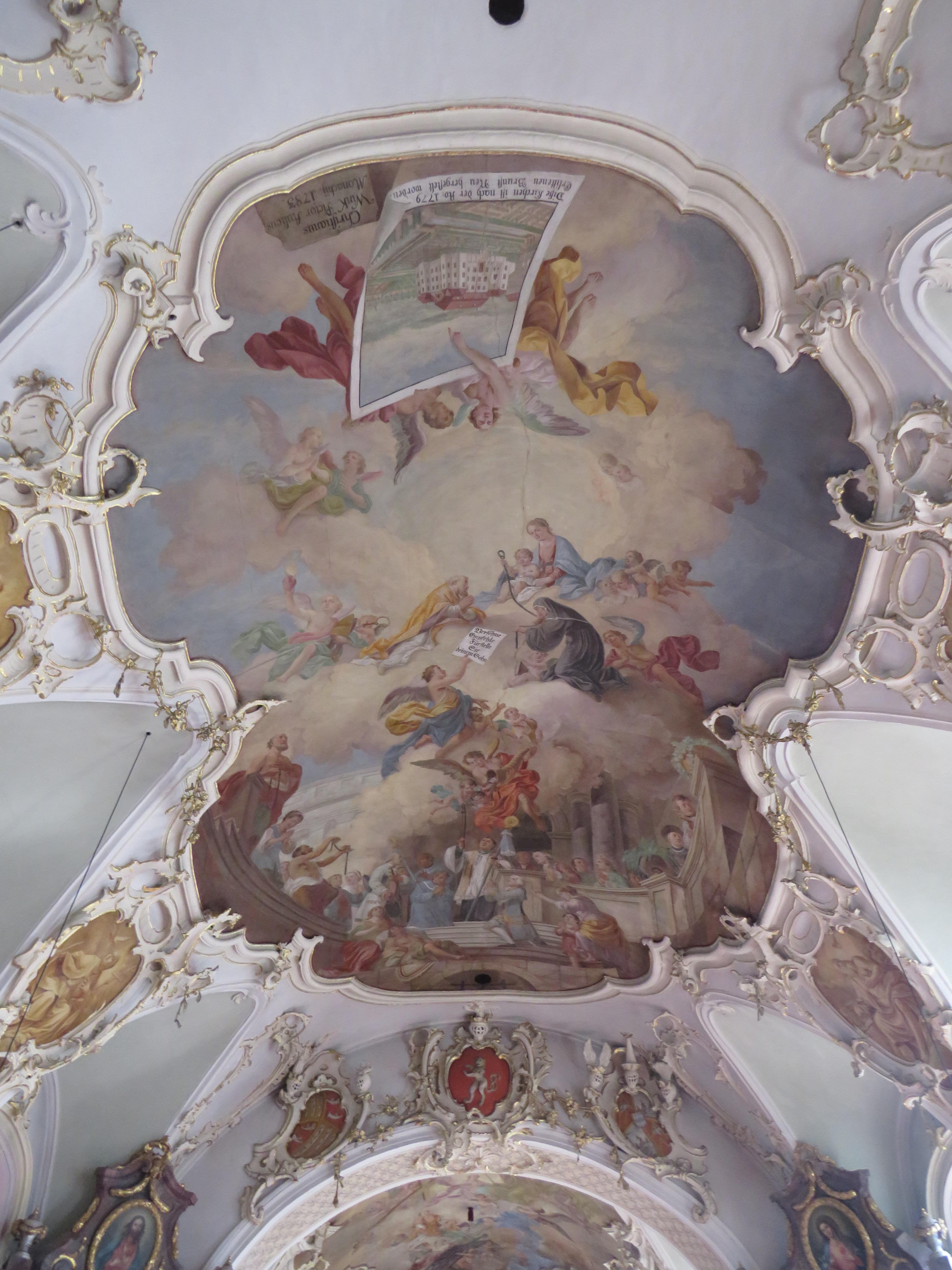
Deckenmalerei im Langhaus, Gürtelspende Mariens
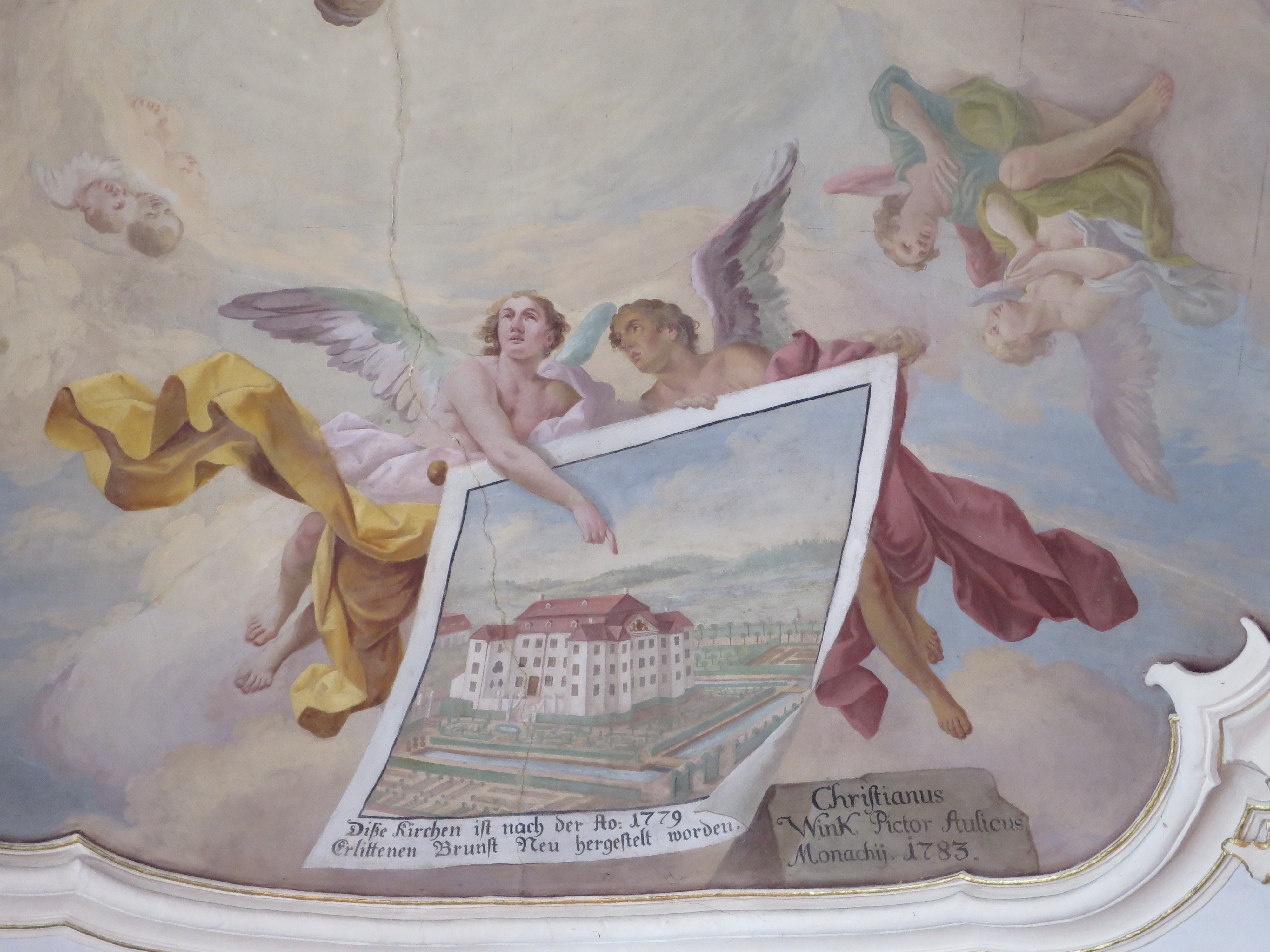
Deckenmalerei im Langhaus mit der Signatur: „Christianus Wink Pictor Aulicus Monachii 1783“
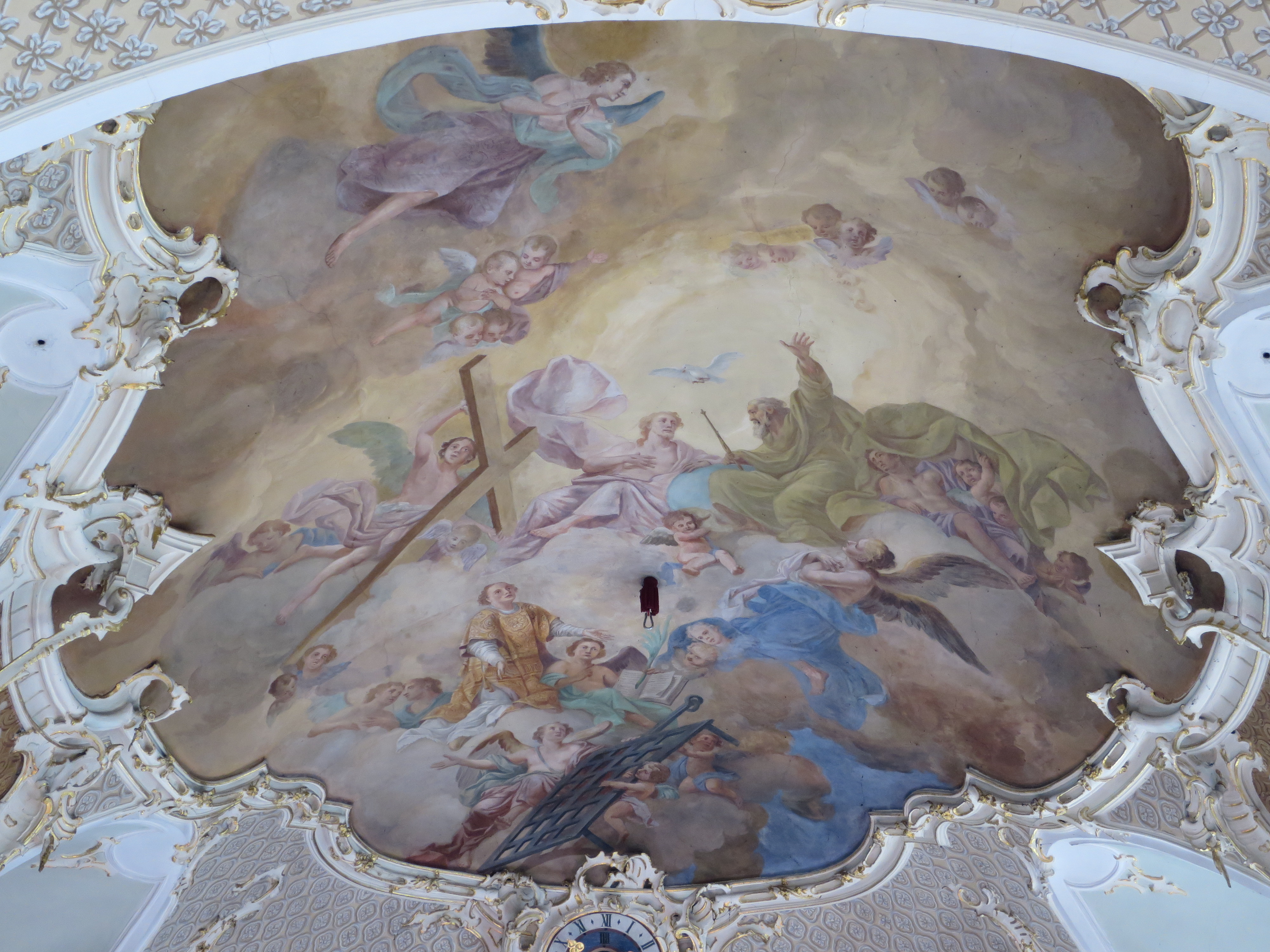
Deckenmalerei im Chor, Glorie des heiligen Laurentius

## Ausstattung

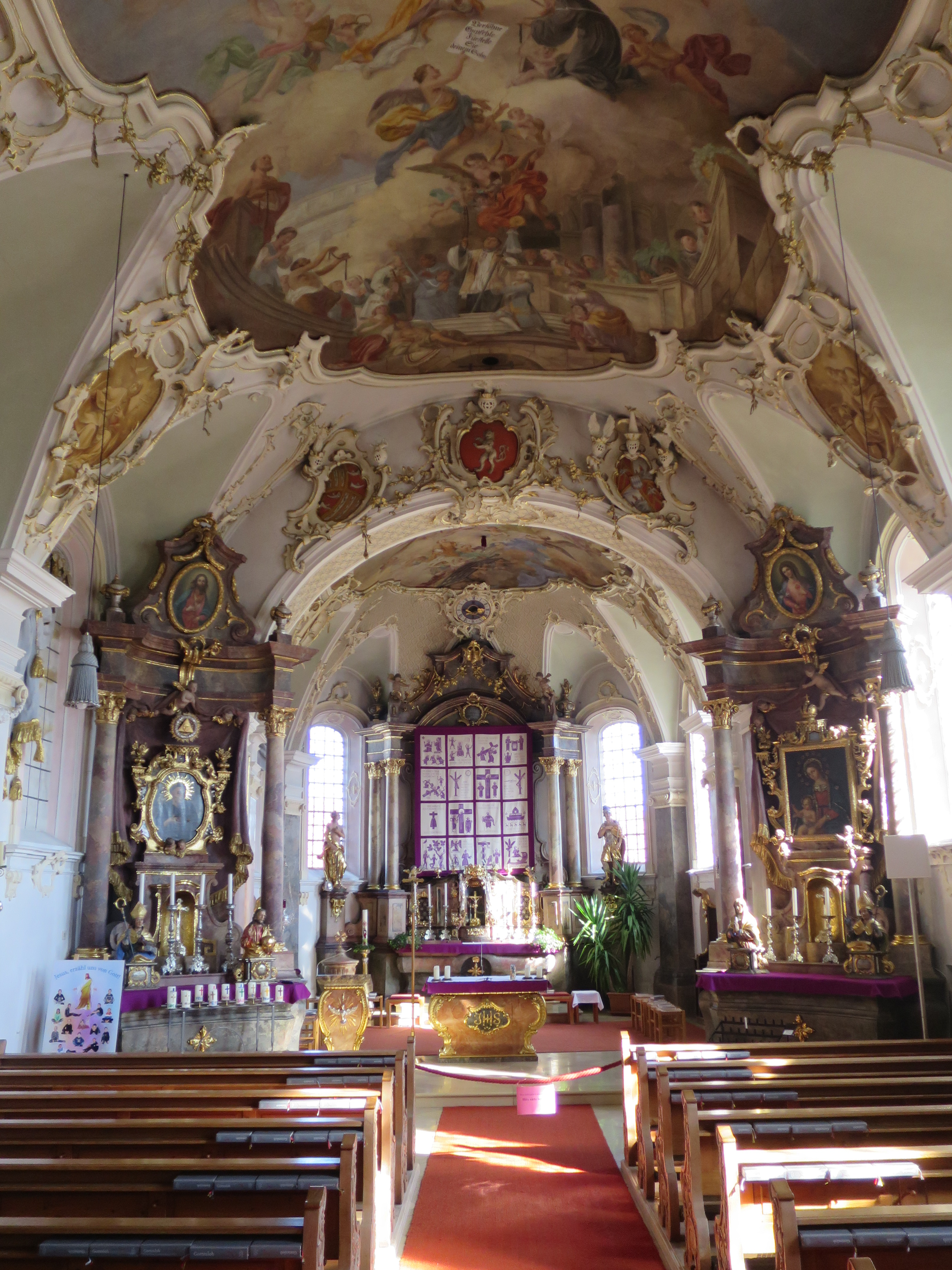
Hochaltar und Seitenaltäre

- Der viersäulige Hochaltar ist aus Stuckmarmor gearbeitet und mit Spätrokoko-Ornamenten verziert. Das Hochaltarbild ist ein Gemälde des Münchner Hofmalers Christian Wink aus dem Jahre 1789. Es zeigt den Kirchenpatron Laurentius vor dem römischen Kaiser Valerian. Im Gegenlicht der Chorfenster stehen links und rechts des Altars zwei lebensgroße Stuckfiguren der Heiligen Sebastian und Georg.
- Die beiden Seitenaltäre sind etwas schräg gestellt und zeigen hohe harmonische Aufbauten, ebenfalls aus Stuckmarmor, aus der Zeit um 1775. Links ist der heilige Nikolaus von Tolentino und rechts eine Madonna mit Kind dargestellt.
- Die schlichte Kanzel stammt aus dem frühen Klassizismus.

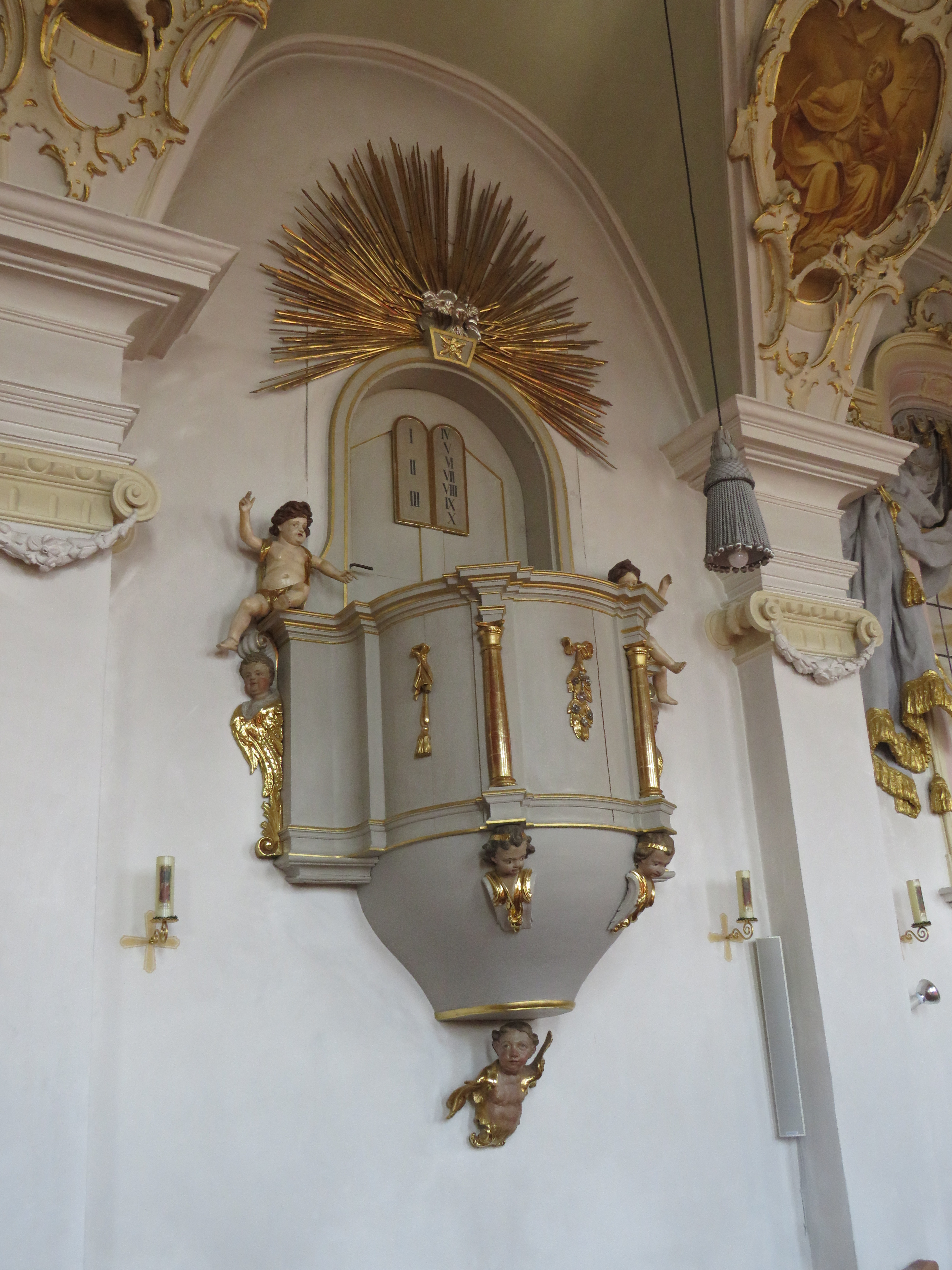
Kanzel
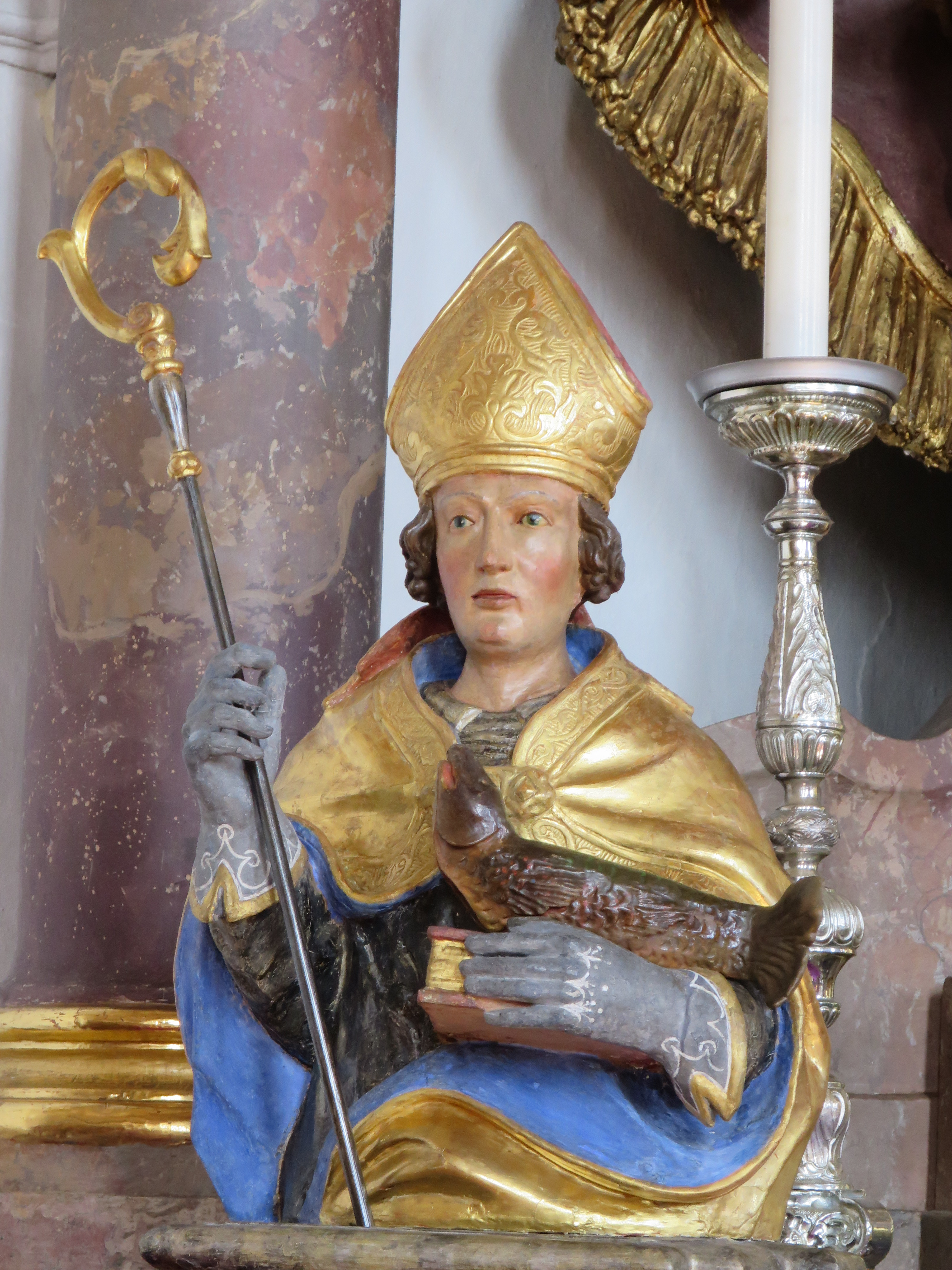
Halbfigur des heiligen Ulrich
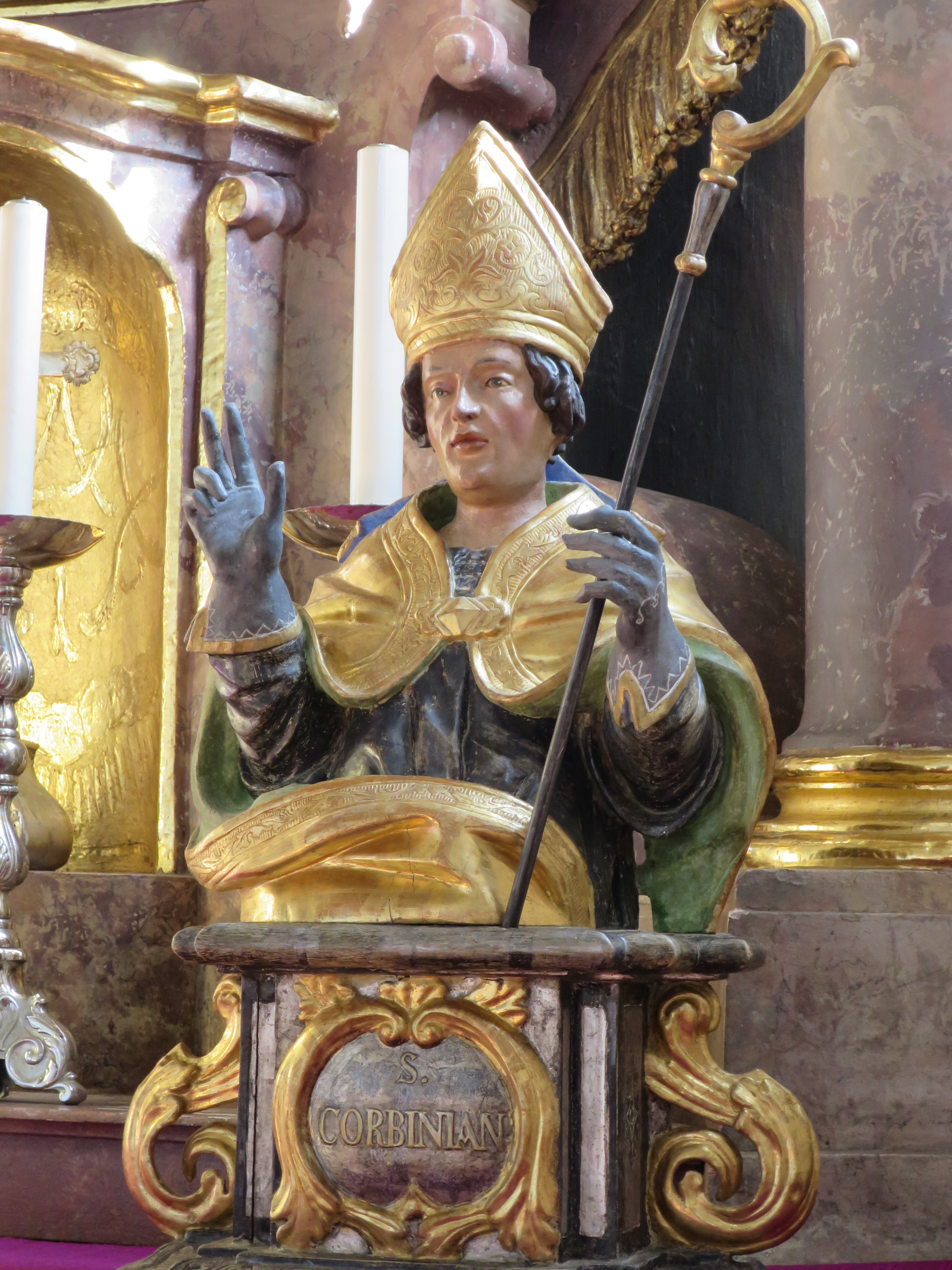
Halbfigur des heiligen Korbinian
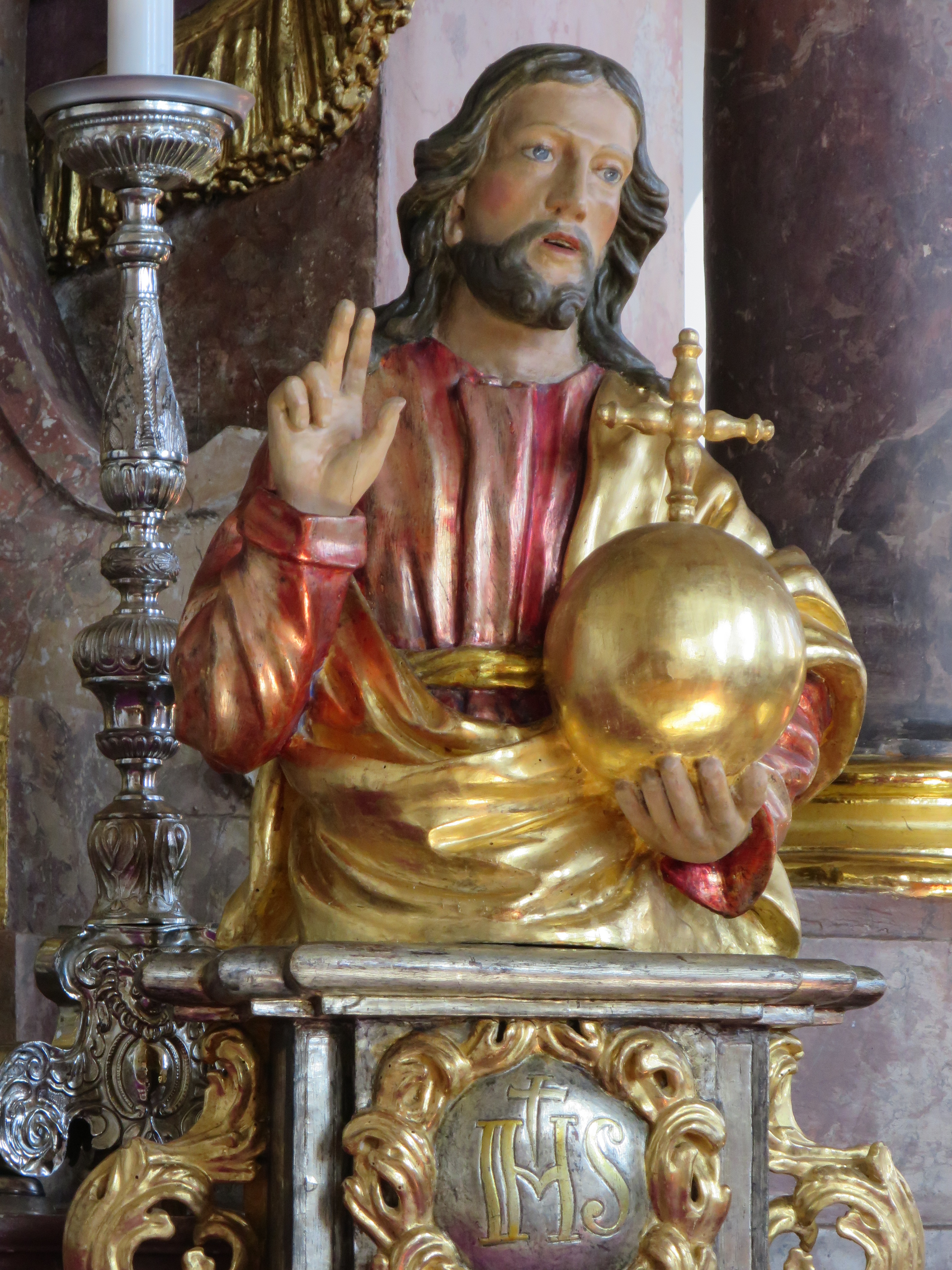
Segnender Christus

## Bruderschaftshäuschen mit Treppe

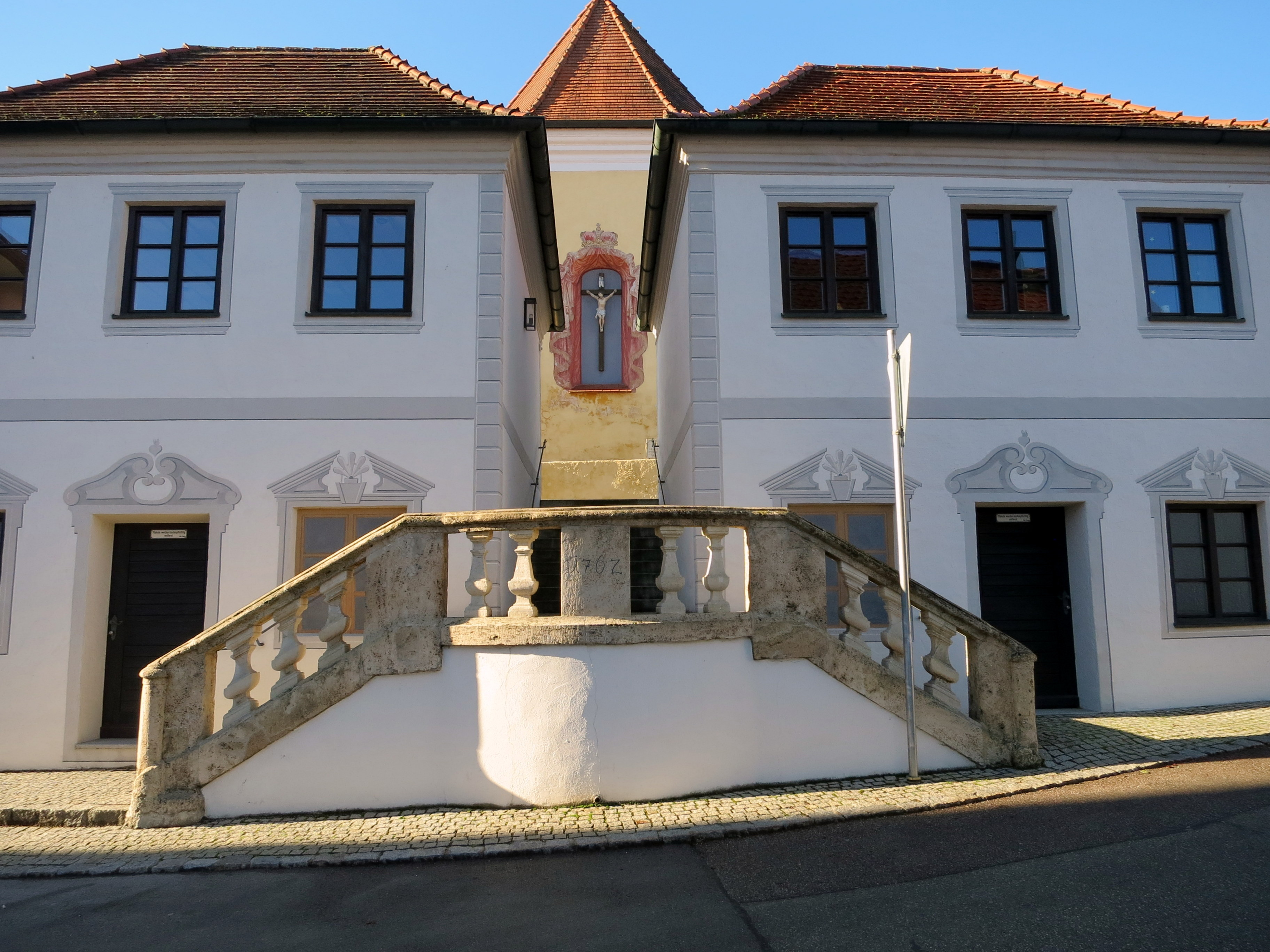
Barocke Treppenanlage mit den flankierenden Bruderschaftshäuschen

Die beiden Bruderschaftshäuschen der Erzbruderschaft Maria Trost sind zweigeschossige Walmdachbauten mit Architekturmalerei, der südliche Bau ist von 1735, der nördliche aus der Mitte des 18. Jahrhunderts. Sie gehören mit der Treppe zum geschützten Kirchen-Ensemble und sind ein Teil des Ensembles Pfarrer-Weingand-Straße.
Die Grafen von Lodron hatten die „Maria Trost und Gürtelbruderschaft der hl. Monika“, so der offizielle Titel, aus ihrem Stammland Italien mitgebracht und in Haag zur Blüte geführt. Aufgabe der Bruderschaft war die tätige Nächstenliebe und das Gebet für das Seelenheil der Lebenden und Verstorbenen.